# 捧著果篮的男孩
《捧著果篮的男孩》（Boy with a Basket of Fruit）是一幅布面油画，通常认为是意大利巴洛克大师 米开朗基罗·梅里西·达·卡拉瓦乔 的作品，创作于1593年。现藏于罗马的博尔盖塞美术馆。

## 背景
这幅画绘于卡拉瓦乔刚从家乡米兰来到罗马，在竞争激烈的罗马艺术界崭露头角的时候。模特是他的朋友和同伴，西西里画家马里奥·明尼蒂，大约16岁。这件作品由阿尔皮诺骑士朱塞佩·切萨里收藏，1607年到了红衣主教希皮奥内·博尔盖塞 手中，因此这件作品可能绘于卡拉瓦乔在阿尔皮诺的工作室“画花和水果”的时期；也可能绘于1594年1月卡拉瓦乔和明尼蒂离开阿尔皮诺骑士的工作室之后不久的一段时期，他们通过经销商科斯坦蒂诺自己销售画作。当然，它不可能早于1593年，也就是明尼蒂到达罗马的那一年。据信，这幅画孕育了同一时期更为复杂的作品（也以明尼蒂为模特），例如《女占卜师》（the Fortune Teller）和《老千》（The Cardsharps）（都绘于1594年），后一幅画使卡拉瓦乔引起了弗朗西斯科·玛丽亚·德尔·蒙特枢机的注意，于是枢机成为他的第一位重要赞助人。维托里奥·斯加比注意到画作中某些穆里尔式的肖像品质，这很容易让人联想到阿尔皮诺工作室的其他画家。

## 外部連結
- Caravaggio's fruit (Professor Jules Janick) （页面存档备份，存于）
- The British-Canadian band Velcro Hooks open up their video "A Love Song to T. S. Eliot" （页面存档备份，存于） with a remarkable "live" reproduction of Boy with a Basket of Fruit.
- 维基共享资源上的相關多媒體資源：捧著果篮的男孩